# Kálfshamarsvík
Kálfshamarsvík är en vik i republiken Island.   Den ligger i regionen Norðurland vestra, i den nordvästra delen av landet, 220 km norr om huvudstaden Reykjavík.